# ノーメンクラタ
ノーメンクラタ（または ノーメンクレイタ、nomenclator）は、1400年頃から1850年頃まで、通信の秘匿の主要な方法であった換字式暗号である。 

## 概要
元来は教皇や国王の書記が、個人的・外交的通信を秘匿するために、名辞とそれに当たるコード語を並べた一覧表であったが、最終的にはコードに類似する音節、単語、名辞をサイファ・アルファベットで記した表となった。
ルネサンス期、交易における競合関係にあった地中海の都市国家の間は、組織的な秘匿システムの必要性が高まった。コード化する名辞や語句の数が増えると、記号暗号法がノーメンクラタに組み込まれた。同時にまた、ニヒル・インポルタンテ（冗字とも呼ばれる）無意味な記号を解読者を欺くために挿入された。   
イタリアのシエナのものと思われる15世紀のノーメンクラタは記号化された23文字、コード語、記号、ニヒル・インポルタンテ、重字で暗号化された名辞から成る。 
ノーメンクラタは外交文書や個人書簡の秘匿のためにヨーロッパの王家で用いられた。17世紀まで、平文の単語とノーメンクラタをアルファベット順に書いていたが、フランスの暗号学者であるアントワーヌ・ロシニョールはその弱点に気が付き, 複数のノーメンクラタを創造した。複式は2つの部分から成る。1つはアルファベット順の平文と、不規則なコードであり、もう1つはこの順序を逆転させたコードをアルファベット順、平文を不規則にしたものである。 
その後、ノーメンクラタは発展を続け、1700年代には3000もの要素を備えるに至っていた。しかし、1850年頃以降は電信とモールス符号にその座を明け渡した。 

## 暗号化
通信において最もよく使う単語（名辞、用語、住所など）のそれぞれについてコード語もしくは記号を作成し、各単語とそれに当たるコード文を記録する。 
次に、コード文の中に含まれていないあらゆる単語を記すのに用いるサイファ・アルファベットを作成する。 
通信を解読するためには、コード名を持つ全ての単語を分け、そのコード語と入れ替える。また、残りの単語をサイファ・アルファベットから変換する。 
それによって、情報を読み解くことが可能である。 

## 有名なノーメンクレイタの例
- ベンジャミン・タルメッジのノーメンクレイタ

- XYZノーメンクレイタ

- ジェームズ・マディソンのノーメンクレイタ